# Amphipoea rufescens-flavo
Amphipoea rufescens-flavo är en fjärilsart som beskrevs av Burrows. Amphipoea rufescens-flavo ingår i släktet Amphipoea och familjen nattflyn. Inga underarter finns listade i Catalogue of Life.